# Vicent Noguera i Climent
Vicent Joaquim Noguera i Climent (València, 1759 — ?, 1836) fou un aristòcrata, polític i jurista valencià, fill del jurista Vicent Noguera i Ramon, baró d'Antella per matrimoni. El 1781 fou nomenat advocat de l'Audiència de València i el 1787 alcalde del crim i el 1800 governador de la sala del crim de l'Audiència de València, càrrec que deixà quan fou nomenat oïdor de la cancelleria de Valladolid. Il·lustrat com el seu pare, va escriure algunes notes a l'edició valenciana de la Historia general de España de Juan de Mariana; el 1795 fou membre de la Reial Acadèmia de la Història i el 1802 de l'Acadèmia de Nobles Arts de València
Quan esclatà la Guerra del Francès (1808) fou nomenat vocal de la Junta Suprema de Govern del Regne de València i comissionat per a organitzar les lleves de voluntaris per a lluitar contra els invasors. El 29 de gener de 1810 fou elegit diputat a les Corts de Cadis, on formà part de la comissió de treballs i pensions i fou nomenat president de les Corts Espanyoles del 24 de febrer al 23 de març de 1811. Durant aquest període impulsà activament les mesures liberals i la seva casa fou centre de reunió dels liberals valencians com Joaquim Villanueva fins que s'hi va indisposar. Va jurar la Constitució espanyola de 1812. En 1813 va rebre el títol de marquès de Càceres i el 1815 fou nomenat soci honorari de la Societat Econòmica d'Amics del País de València.
Quan fou restaurat l'absolutisme el 1814 fou encarregat de la depuració dels funcionaris de l'Audiència de València, de la que el 1815 en fou nomenat regent. El 1817 fou nomenat visitador reial de l'Audiència de Mallorca i el 1818 regent de l'Audiència de Catalunya, però va dimitir poc temps després per motius de salut. Des del 1820 va educar per a transmetre el seu títol al seu nebot Vicent Noguera i Sotolongo, a qui va fer venir de Cuba amb aquesta finalitat.